# عصبانی نیستم!
عصبانی نیستم! فیلمی ایرانی به‌ کارگردانی، نویسندگی و تهیه‌کنندگی رضا درمیشیان، محصول سال ۱۳۹۲ است. در این فیلم  نوید محمدزاده، باران کوثری و رضا بهبودی ایفای نقش می‌کنند. این فیلم تنها نمایندهٔ سینمای ایران در شصت و چهارمین جشنوارهٔ بین‌المللی فیلم برلین بود و دومین فیلم بلند سینمایی رضا درمیشیان پس از فیلم تحسین‌شدهٔ بغض (۱۳۹۰) است.

## داستان
فیلم در مورد دانشجوی ممتازی به نام نوید (نوید محمدزاده) است که به دلیل فعالیت‌های سیاسی از دانشگاه اخراج شده‌است، او نامزدی به نام ستاره دارد (باران کوثری) که از طرف پدرش تحت فشار است و نوید تلاش می‌کند که بتواند مشکلاتش را حل کند اما ...

## تولید
فیلم‌برداری عصبانی نیستم! در ۱۴ مرداد آغاز و پس از ۵۲ جلسه فیلم‌برداری ۱۹ مهر به پایان رسیده‌است. تمام صحنه‌های عصبانی نیستم! در تهران و در بیش از ۶۰ لوکیشن مختلف از شمالی‌ترین تا جنوبی‌ترین نقطهٔ تهران فیلم‌برداری شده‌است.

## بازیگران
| نام بازیگر      | نقش            |
| --------------- | -------------- |
| نوید محمدزاده   | نوید           |
| باران کوثری     | ستاره جوادی    |
| رضا بهبودی      | آقای جوادی     |
| میلاد رحیمی     | احمد           |
| امیررضا میرآقا  | محسن           |
| میثاق زارع      | آقای باقری     |
| رضا کولغانی     | رضا            |
| تینو صالحی      | حمید           |
| بهرام افشاری    | مرد املاکی     |
| وحید قاضی زاهدی | وحید تارانتینو |

## سانسور
نسخه‌ای که در سی‌ودومین جشنوارهٔ فیلم فجر نمایش داده شد با ۱۷ دقیقه سانسور و حذف پایان فیلم بود. گفته می‌شود برخی‌ها تنها امکان نمایش فیلم را در صورت حذف بیش از ۳۰ دقیقه دیگر از فیلم اعلام کرده‌اند! این فیلم اشارات صریحی به ۸ سال دوران ریاست‌جمهوری محمود احمدی‌نژاد دارد و داستان دانشجویی اخراجی و ستاره‌دار است و به همین دلیل از سوی طرفداران جمهوری اسلامی «فیلم حامی فتنه» لقب گرفته‌است.

## اکران و حواشی
با وجود آنکه این فیلم سینمایی قرارداد خود را در شهریور ۱۳۹۳ در گروه سینما آفریقا به ثبت رساند و قرار شد پس از اکران فیلم خواب‌زده‌ها به نمایش درآید، در مهرماه همان سال کمیسیون فرهنگی مجلس شورای اسلامی با ارسال نامه‌ای به وزارت فرهنگ و ارشاد اسلامی خواستار صادر نشدن مجوز اکران این فیلم و ۷ فیلم دیگر شد که از آن‌ها با عنوان «فیلم‌های مرتبط با فتنه» نام برده شده‌است. به‌گفتهٔ احمد سالک: «برخی فیلم‌ها با اینکه مجوز فیلم‌نامه و تولید دریافت کرده‌اند، اما در هنگام ساخته‌شدن، به حاشیه رفته‌اند و نمایش آن‌ها به مصلحت نظام نیست.» در آبان همان سال علی جنتی، وزیر ارشاد وقت ایران، از اکران‌ نشدن این فیلم تا زمان اعمال سانسورهای جدید خبر داد و اعلام کرد که وی شخصاً اقدام به مشاهدهٔ فیلم و میزان اعمال سانسور بر آن می‌کند. این فیلم که قرار بود در تاریخ ۲۹ آذر ۱۳۹۶ اکران شود، پس از بیانیهٔ تهدیدآمیز بسیج دانشجویی دانشگاه امام صادق از نوبت اکران خارج شد. سرانجام پس از کش و قوس‌های فراوان و سانسورهای متعدد فیلم با نسخه ۹۹ دقیقه ای و ۲۱ دقیقه کوتاه‌تر از نسخه اصلی از چهارشنبه ۱۲ اردیبهشت ۱۳۹۷ روانه سینماها شد.

### جشنوارهٔ برلین
وبگاه جشنوارهٔ فیلم برلین شنبه ۲۸ دی ۱۳۹۲ از حضور عصبانی نیستم! در شصت و چهارمین دورهٔ خود خبر داد. جشنوارهٔ فیلم برلین از ۱۷ تا ۲۷ بهمن ۱۳۹۲ در کشور آلمان برگزار شد و عصبانی نیستم! به‌عنوان تنها نمایندهٔ سینمای ایران در شصت و چهارمین دوره جشنوارهٔ معتبر برلین به نمایش درآمد و با استقبال شدید منتقدان و تماشاگران روبه‌رو شد. پس از پایان هر نمایش فیلم هم رضا درمیشیان به‌همراه دو بازیگرش باران کوثری و نوید محمدزاده با لباس‌های طراحی‌شده برای این فستیوال، در جلسات پرسش و پاسخ حضور پیدا کردند و تشویق فراوان شدند.

### سی و دومین جشنواره فیلم فجر
عصبانی نیستم! پس از اولین نمایش در جشنوارهٔ فیلم فجر در سینما آزادی، با استقبال شدید مردم روبه‌رو شد؛ به‌طوری که در همان سانس اول نمایش، به سانس فوق‌العاده رسید و صف‌های خرید بلیت آن در مقابل سینماهای جشنواره تشکیل شد.
اما پس از اکران سراسری و در مقایسه با سایر آثار اکران شده در سال ۹۶ و ۹۷ که سال طلایی سینمای ایران با فروش های ۱۳ تا ۱۵ میلیاردی بود، فروش بسیار پایینی داشت و از ۳ میلیارد تومان فراتر نرفت.

## جوایز
عصبانی نیستم! در شش رشتهٔ بهترین بازیگر نقش اول مرد (نوید محمدزاده)، بهترین بازیگر نقش اول زن (باران کوثری)، بهترین تدوین (هایده صفی‌یاری)، بهترین صدابردار (نظام‌الدین کیایی)، بهترین صداگذار (محمدرضا دلپاک) و بهترین جلوه‌های ویژه (امیر سحرخیز و کامران سحرخیز) در سی و دومین جشنواره فیلم فجر نامزد دریافت جایزه شد.
فرامرز قریبیان که یکی از اعضای مستقل هیئت داوران جشنواره سی و دوم فیلم فجر بود اعلام کرد که نوید محمدزاده به اتفاق آرا بهترین بازیگر نقش اول مرد شده بود اما سیمرغ را به رضا عطاران دادند.
رضا عطاران برندهٔ سیمرغ بهترین بازیگر نقش اول مرد در جشنوارهٔ سی‌ودوم فیلم فجر در مصاحبه‌ای کوتاه گفت:
این سیمرغ متعلق به من نیست؛ زیرا رأی هیئت‌داوران جشنوارهٔ فجر انتخاب نوید محمدزاده به‌عنوان بهترین بازیگر مرد جشنواره بوده. به همین خاطر این جایزه را متعلق به ایشان می‌دانم نه خودم. همین.»
| سال  | جایزه                            | بخش                           | نام برنده                   | نتیجه           |
| ---- | -------------------------------- | ----------------------------- | --------------------------- | --------------- |
| ۱۳۹۲ | سی و دومین جشنواره فیلم فجر      | بهترین بازیگر نقش اول مرد     | نوید محمدزاده               | الگو:کناره گیری |
| ۱۳۹۲ | سی و دومین جشنواره فیلم فجر      | بهترین بازیگر نقش اول زن      | باران کوثری                 | نامزدشده        |
| ۱۳۹۲ | سی و دومین جشنواره فیلم فجر      | بهترین تدوین                  | هایده صفی‌یاری               | نامزدشده        |
| ۱۳۹۲ | سی و دومین جشنواره فیلم فجر      | بهترین صدای فیلم (صدابردار)   | نظام‌الدین کیایی             | نامزدشده        |
| ۱۳۹۲ | سی و دومین جشنواره فیلم فجر      | بهترین صدای فیلم(صداگذار)     | محمدرضا دلپاک               | نامزدشده        |
| ۱۳۹۲ | سی و دومین جشنواره فیلم فجر      | بهترین جلوه‌های ویژه بصری      | امیر سحرخیز و کامران سحرخیز | نامزدشده        |
| ۱۳۹۲ | سی و دومین دوره جشنواره فیلم فجر | بهترین فیلم از نگاه تماشاگران | رضا درمیشیان                | مساویپنجم       |
| ۱۳۹۸ | جشن نوزدهم دنیای تصویر           | بهترین بازیگر مرد             | نوید محمدزاده               | نامزد           |
| ۱۳۹۸ | جشن نوزدهم دنیای تصویر           | بهترین کارگردانی              | رضا درمیشیان                | نامزد           |
| ۱۳۹۸ | جشن نوزدهم دنیای تصویر           | بهترین فیلم                   | رضا درمیشیان                | نامزد           |
| ۱۳۹۸ | جشن نوزدهم دنیای تصویر           | بهترین تدوین                  | هایده صفی‌یاری               | برنده           |